# Лебедеви
Ле́бедеви (рос. Лебедевы) — присілок у складі Котельницького району Кіровської області, Росія. Входить до складу Красногорського сільського поселення.
Населення становить 8 осіб (2010, 17 у 2002).
Національний склад станом на 2002 рік — росіяни 100 %.